# Parque Paraje Los Indios
El parque municipal Paraje Los Indios es una pequeña área natural protegida ubicada en la localidad de General Alvear, en el departamento Oberá, en la provincia de provincia de Misiones, en la mesopotamia argentina.
Se creó mediante la Ordenanza Municipal n.º 13 del año 1989, simultáneamente con el parque Amado Bonpland, con el objetivo de preservar una superficie de 11 ha que conserva las características propias de la selva paranaense y destinarla a fines turísticos y recreativos.

Básicamente, el parque protege el entorno inmediato al balneario municipal, aproximadamente en torno a la posición 27°20′S 55°14′O / -27.333, -55.233. Existe el proyecto de ampliar el área con el objeto de incluir los cercanos saltos Tobogán y Dos Hermanos, dos puntos de interés turístico de la zona.

El área del parque se encuentra fuertemente antropizada, no obstante en el salto Dos Hermanos se encuentran abundantes especies vegetales típicas del bosque nativo de la ecorregión, entre ellas el tacuapí (Merostachys claussenii), el yuquerí (Acacia praecox) y el laurel (Nectandra falcifolia).
La zona es el hábitat de varias especies de mariposas, entre ellas la (Staphylus ascalon) y las conocidas vulgarmente como cebrita (Colobura dirce), yin-yang (Myscelia orsis) y acróbata morena (Emesis ocypore).